# 愛に関するすべてのこと
『愛に関するすべてのこと』（原題：得閒炒飯、英題：All About Love）は、2010年に製作された香港映画。アン・ホイ監督。
日本では、2010年第23回東京国際映画祭にて上映された（10月27日、29日）。

## キャスト
- メイシー：サンドラ・ン〔呉君如）
- アニタ：ヴィヴィアン・チョウ（周慧敏）
- ロバート：チョン・シウファイ（張兆輝）
- マイク：ウィリアム・チャン（陳偉霆）
- ワイワイ：ジョー・コク(谷祖琳)
- イーマン・ラム(林二汶)